# Centrum Handlowe Marywilska 44
Centrum Hal Targowych przy ul. Marywilskiej 44 – centrum handlowo-usługowe znajdujące się przy ul. Marywilskiej 44 w warszawskiej dzielnicy Białołęka, na osiedlu Marcelin (obszar MSI Żerań). Jedno z największych na obszarze miasta. W jego skład wchodziły: Centrum Handlowe Marywilska 44 oraz Park Handlowy Marywilska 44. 12 maja 2024 zostało wyłączone z użytkowania na skutek pożaru.

## Historia
W związku z przyznaniem Polsce prawa do współorganizowania – wraz z Ukrainą – piłkarskich mistrzostw Europy 2012 zaistniała konieczność wybudowania w Warszawie nowego stadionu, mogącego pomieścić na trybunach kilkadziesiąt tysięcy osób (Stadionu Narodowego). W kwietniu 2007 r. zapadła decyzja o jego usytuowaniu na terenie Stadionu Dziesięciolecia, w związku z czym należało przenieść w inne miejsce 6 tys. stoisk handlowo-usługowych z funkcjonującego tam – a przeznaczonego do likwidacji – „Jarmarku Europa”. Rozważano dwie lokalizacje: 20-hektarową nieruchomość własności m.st. Warszawy po nieczynnej Fabryce Elementów Betoniarskich „Faelbet” przy ul. Marywilskiej (w centrum dzielnicy Białołęka, w północno-wschodniej części Warszawy) lub 28-hektarowy obszar należący do Skarbu Państwa przy ul. Radzymińskiej, niedaleko centrum handlowego M1 (w dzielnicy Targówek). Na początku 2008 r. wybrano pierwszą z nich. W lipcu 2008 r. rozpoczęto wyburzanie zabudowań dawnej fabryki, a w grudniu 2008 r. ogłoszono przetarg na dzierżawę terenu, który rozstrzygnięto w kwietniu 2009 r. podpisując umowę dzierżawy na 25 lat ze spółką Kupiec Warszawski (jedynym oferentem). Budowę rozpoczęto w sierpniu 2009 r., a obiekt otwarto 4 września 2010. Inwestycja kosztowała ponad 100 mln złotych. W czerwcu 2014 r. ruszyła rozbudowa centrum o kolejne 2000 m² powierzchni, w tym lokale usługowo-handlowe, część administracyjną i patio, a 2 marca 2015 otwarto rozbudowany obiekt. W skład kompleksu wchodziły: centrum handlowe o powierzchni użytkowej 63 170 m² oraz park handlowy o powierzchni użytkowej 12,1 tys. m²; 80 tys. m² powierzchni całkowitej. Hala handlowa należy do spółki Marywilska 44 z grupy Mirbud. W galerii działało 1400 podmiotów (sklepy, punkty usługowe).

### Pożar
W niedzielę, 12 maja 2024 około godziny 3:15 wybuchł pożar w hali H, który po 11 minutach objął ⅔ całego kompleksu. Ogień opanowano około godziny 8:00. W wyniku pożaru spłonęło 1384 lokali handlowo-usługowych (prawie 90% powierzchni obiektu), a jego przyczyny długo pozostawały nieznane. Obok hali powstało tymczasowe miasteczko handlowe, w którym znalazło się ponad 400 sklepów i punktów usługowych.
Rok po pożarze ogłoszono, że był on spowodowany podpaleniem obiektu przez grupę przestępczą, powiązaną z rosyjskimi służbami.

## Galeria

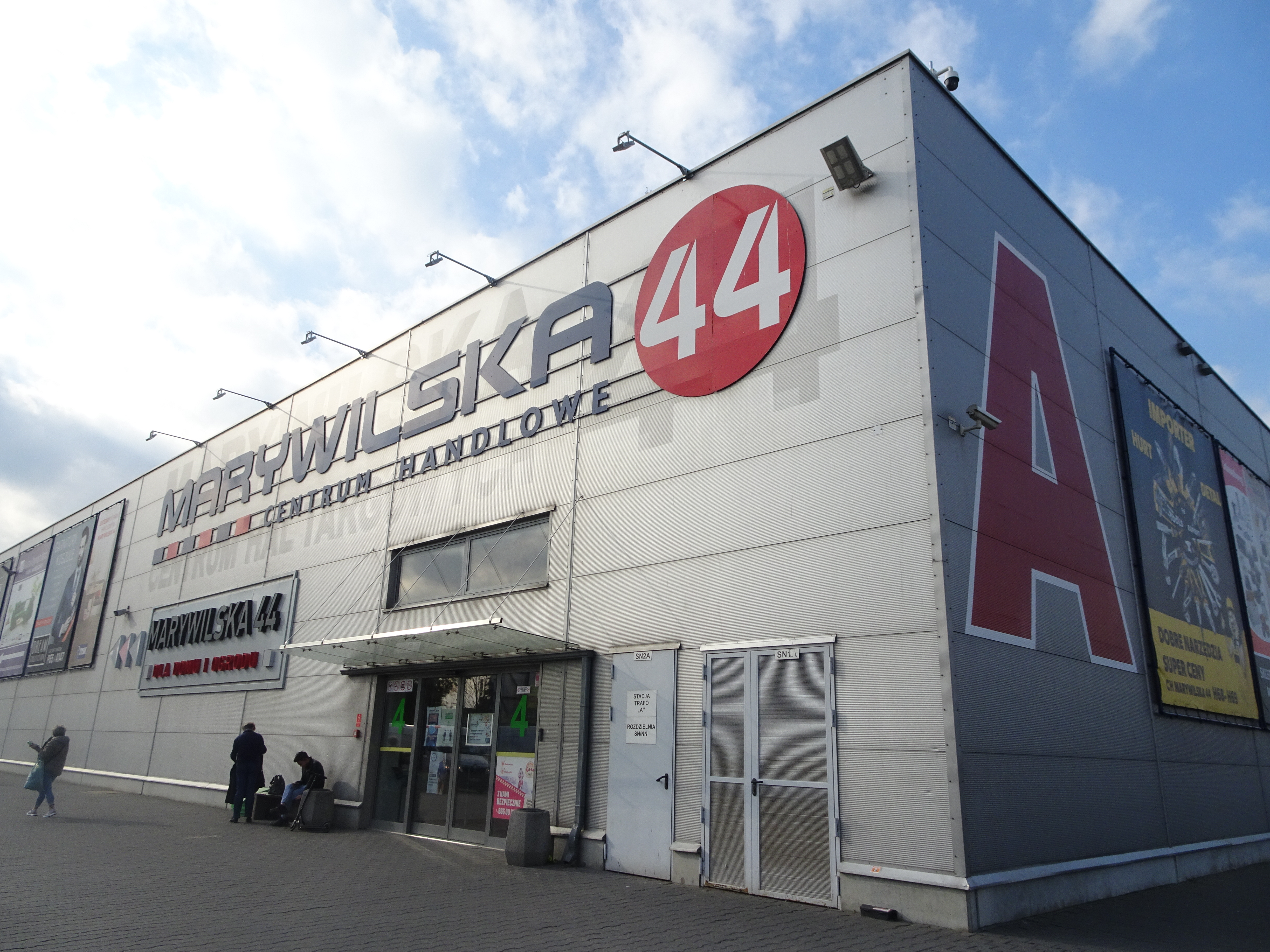
Jedno z wejść (2021)
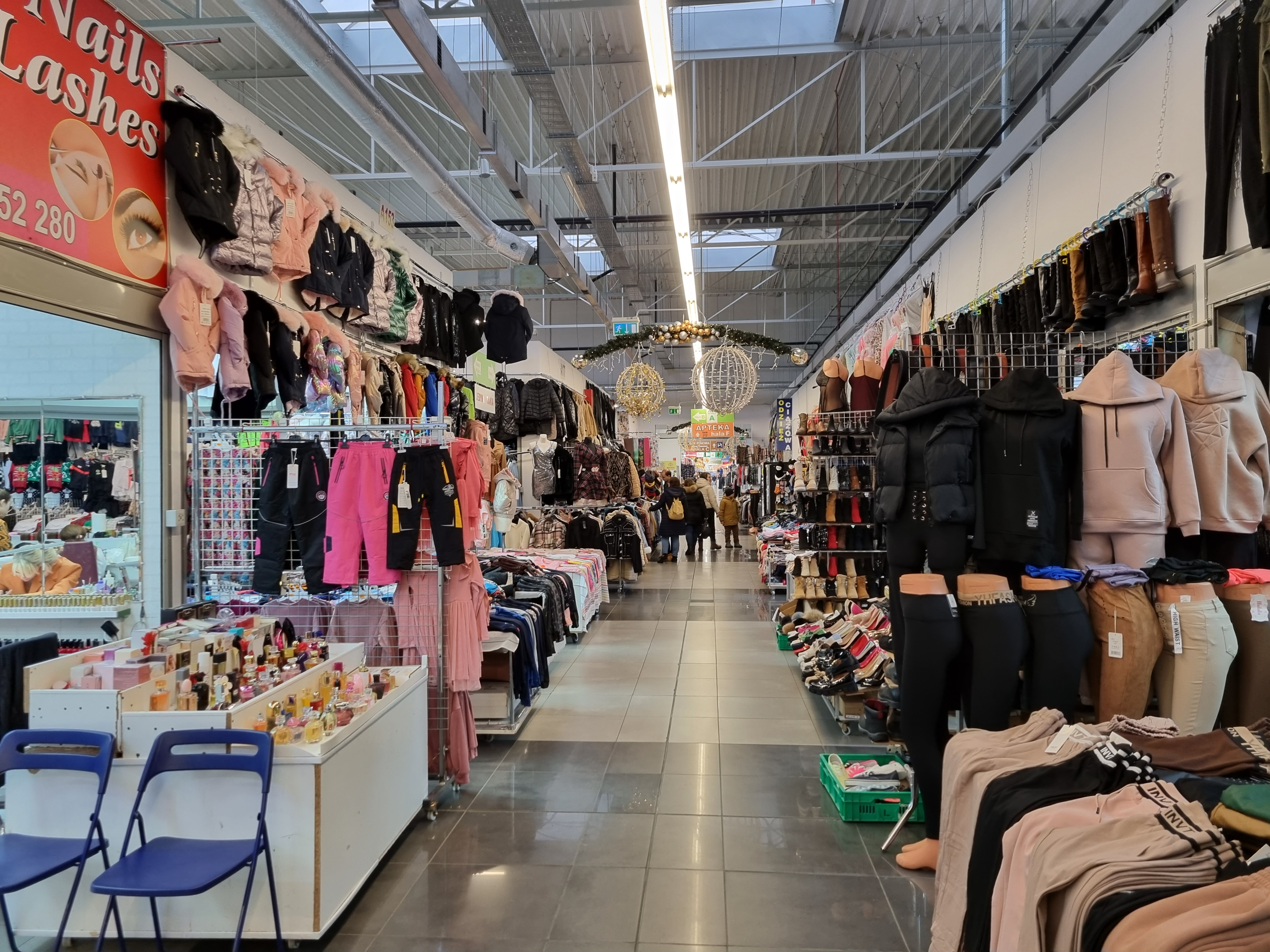
Wnętrze centrum (2023)
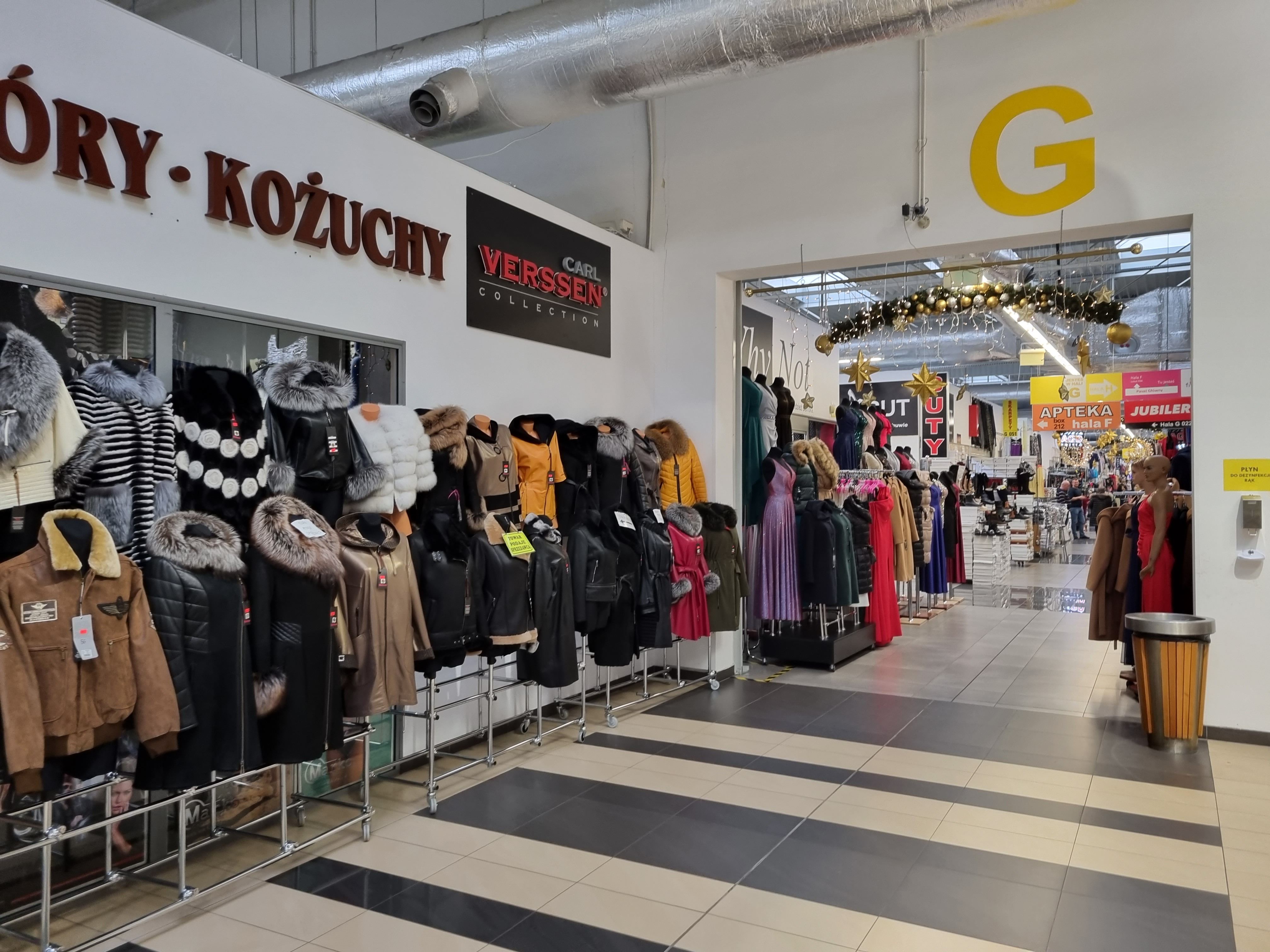
Wnętrze centrum (2023)
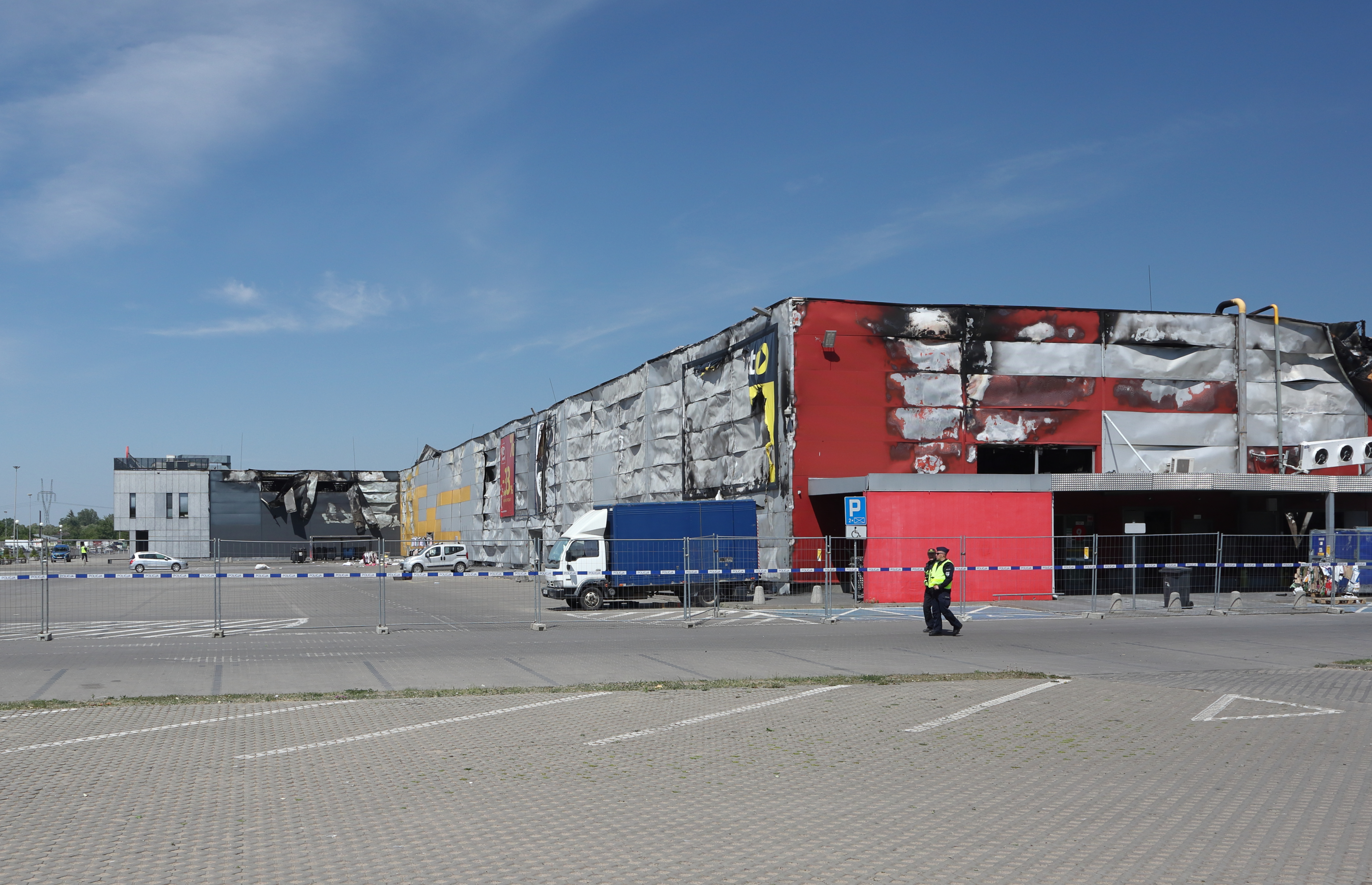
Centrum po pożarze (2024)